# Баран (Жерс)
Баран (фр. Barran) је насељено место у Француској у региону Миди Пирене, у департману Жерс.
По подацима из 2011. године у општини је живело 704 становника, а густина насељености је износила 13,33 становника/km².

## Демографија
| 1962. | 1968. | 1975. | 1982. | 1990. | 2011. |
| ----- | ----- | ----- | ----- | ----- | ----- |
| 861   | 801   | 660   | 653   | 618   | 704   |